# Райхсканцелария
Райхсканцеларията (на немски: Reichskanzlei) е бивша германска министерска канцелария от 1878 до 1945 г. Намирала се е на „Вилхелмщрасе“ 77 в Берлин. В нея е служил канцлерът на Германия.
През 1869 г. пруското правителство закупува двореца Радзвил от последния принц Антони Радзвил. Нейният ремонт започва през 1875 г. Официално е открита с Берлинския конгрес през юли 1878 г. Там се провежда също Конгоанската конференция през 1884 г.
През 1930 г. сградата е разширена. Там президентът Паул фон Хинденбург въвежда Адолф Хитлер в длъжността министър-президент.
Хитлер добавя към Райхсканцеларията няколко бункера, управлява от т.нар. фюрерски бункер от януари 1945 г., в него се жени за Ева Браун и намира смъртта си.
Сградата е унищожена по време на битката за Берлин, останките са разчистени през 1950 г.

## Галерия
- Райхсканцеларията през 1895 г.
- Райхсканцеларията през август 1938 г.
- Строежът на новата Райхсканцелария, 1938 г.
- Новата Райхсканцелария през януари 1939 г.
- Дворът на честта в Райхсканцеларията, 1939 г.
- Градинският портал на сградата.
- мраморната галерия в Райхсканцеларията, 1939 г. New Reich Chancellery: marble gallery, 1939.
- Работният кът на Хитлер.
- Правителствената зала.
- Местоположение на старата (15) и новата (1) Райхсканцелария с Фюрербункера (10).

## Документални филми
- Ruins of the Reich Архив на оригинала от 2009-05-22 в Wayback Machine. DVD R.J. Adams (Third Reich architecture ruins)
- Hitlers Berlin 3D – Die Reichskanzlei Interaktiv DVD. Flashback Medien UG, 978-3-9813977-4-1 (Computer Animation of the Reich Chancellery).
- "Albert Speer's New Reich Chancellery" Архив на оригинала от 2012-07-26 в Wayback Machine. DVD

25fps-filmproduction GmbH & Co. KG (3D Computer Animation Construction History and Street Facades and Garden Facades and Court of Honor)